# Klasse van vloedmerkgemeenschappen op zand en slik
De klasse van vloedmerkgemeenschappen op zand en slik (Cakiletea maritimae) is een klasse van syntaxa die vegetatie omvat die voorkomt op vloedmerken die met zand kunnen worden overstoven langs zeekusten en oevers van estuaria. De klasse omvat natuurlijke, soortenarme pioniergemeenschappen met een eenvoudige vegetatiestructuur.

## Naamgeving en codering
| Cakiletea maritimae Tx. & Prsg in Tx. ex Br.-Bl. & Tx. 1952 |

- Syntaxoncode voor Nederland (rVvN): r23

De wetenschappelijke naam Cakiletea maritimae is afgeleid van de botanische naam van zeeraket (Cakile maritima).

## Onderliggende syntaxa in Nederland en Vlaanderen
De klasse van vloedmerkgemeenschappen op zand en slik wordt in Nederland en Vlaanderen vertegenwoordigd door slechts één orde met twee onderliggende verbonden. Van de klasse wordt in Nederland en Vlaanderen één rompgemeenschap onderscheiden.
- - orde van vloedmerkgemeenschappen op zand en slik (Cakiletalia maritimae)
    - strandmelde-verbond (Atriplicion littoralis)
      - strandmelde-associatie (Atriplicetum littoralis)

    - loogkruid-verbond (Salsolo-Honckenyion peploidis)
      - associatie van loogkruid en zeeraket (Salsolo-Cakiletum maritimae)

- rompgemeenschap met zeeraket (RG Cakile maritima-[Cakiletea maritimae])